# Arette
Pour les articles homonymes, voir Arette.
Ne doit pas être confondu avec Arête.
Arette est une commune française, située dans le département des Pyrénées-Atlantiques en région Nouvelle-Aquitaine.
Le 13 août 1967, le village d'Arette est détruit à 80 % par un séisme qui tue une personne.

## Géographie

### Localisation
La commune d'Arette se trouve dans le département des Pyrénées-Atlantiques, en région Nouvelle-Aquitaine et est frontalière avec l'Espagne (Communauté forale de Navarre).
Elle se situe à 51 km par la route de Pau, préfecture du département, et à 18 km d'Oloron-Sainte-Marie, sous-préfecture.
Les communes les plus proches sont : 
Aramits (2,9 km), Lanne-en-Barétous (4,0 km), Issor (4,5 km), Lanne-en-Barétous (5,9 km), Lourdios-Ichère (6,7 km), Issor (7,1 km), Montory (8,2 km), Asasp-Arros (8,9 km).
Sur le plan historique et culturel, Arette fait partie de la province du Béarn, qui fut également un État et qui présente une unité historique et culturelle à laquelle s’oppose une diversité frappante de paysages au relief tourmenté.
La commune est frontalière avec l'Espagne (Navarre), au sud.

### Communes limitrophes
Les communes limitrophes sont  Aramits, Isaba-Izaba, Issor, Lanne-en-Barétous, Lourdios-Ichère, Lées-Athas, Osse-en-Aspe et Sainte-Engrâce.
|                   | Aramits         | Issor                    |
| Lanne-en-Barétous | Arette          | Lourdios-Ichère          |
| Sainte-Engrâce    | Isaba (Espagne) | Osse-en-Aspe, Lées-Athas |

### Hydrographie

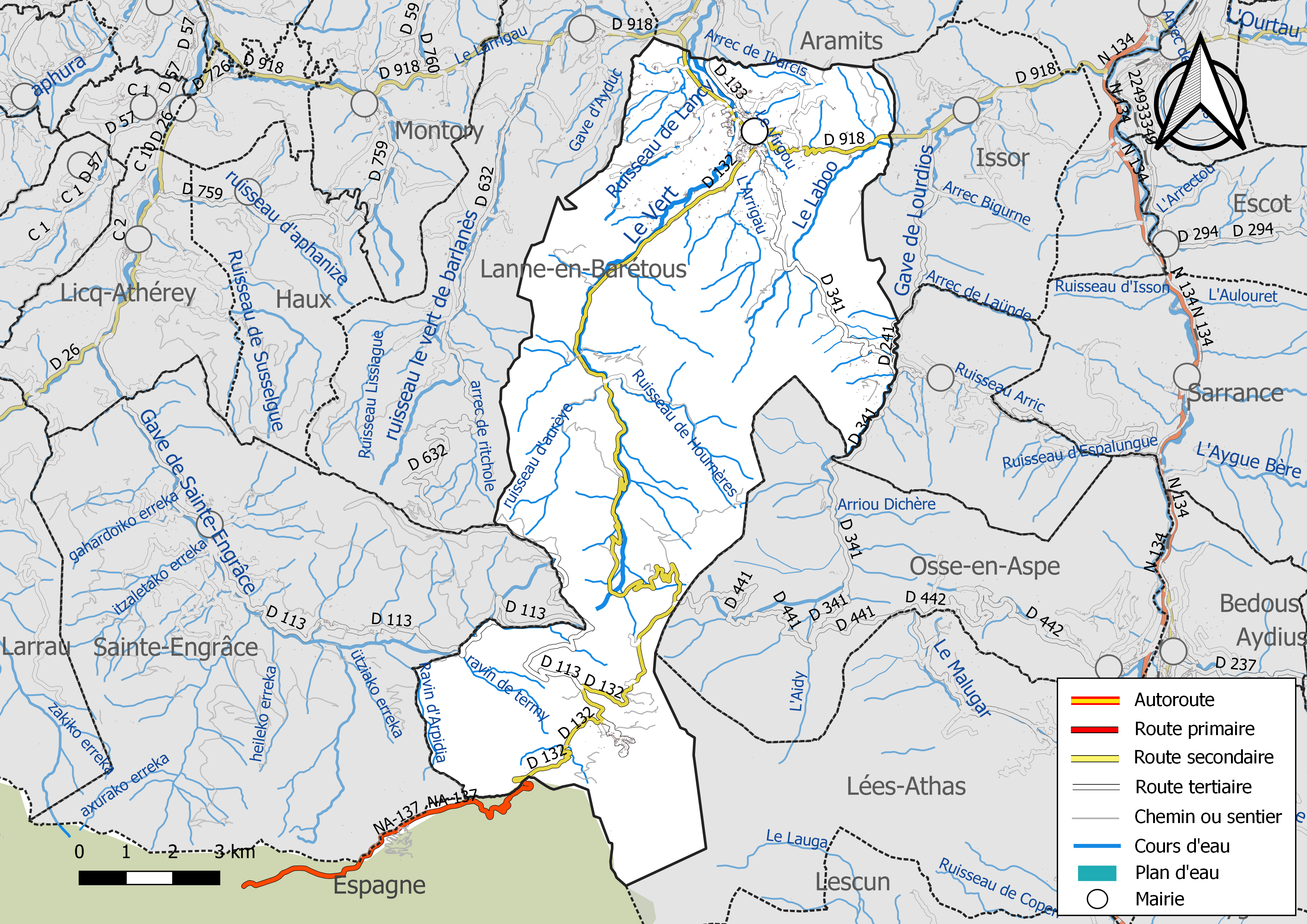
Réseaux hydrographique et routier d'Arette.

Située dans le bassin versant de l'Adour, la commune est traversée par un affluent du gave d'Oloron, le Vert, et ses tributaires au nombre desquels il faut compter l'Abat Daurèye et son affluent, l'arrèc de Benou (lui-même accompagné du ruisseau d'Aurèye) ; l'arrèc de Ibarcis ; le Lancy ; le ruisseau de Gurré et son tributaire, le ruisseau de Lagaretche ; le ruisseau de Hournères et son affluent, l'Ouettone ; le ruisseau de Légorre et son tributaire, le Cassiau de Ber ; les ruisseaux de Nécore, de Soulayets, de Talou Gros et le Virgou et l'affluent de ce dernier, l'Arrigau (lui-même accompagné sur la commune par le Bachère).
La commune est aussi arrosée par le gave de Lourdios, affluent du gave d'Aspe, et ses tributaires, l'Arric et le Moulia (et les affluents de ce dernier, l'arrèc de Casteigts et le ruisseau de Poussious). Le gave de Sainte-Engrâce, affluent du Saison, et un tributaire, le Montcholako erreka, coulent également sur le territoire de la commune.

### Climat
Pour des articles plus généraux, voir Climat de la Nouvelle-Aquitaine et Climat des Pyrénées-Atlantiques.
Historiquement, la commune est exposée à un climat de montagne.  
En 2020, Météo-France publie une typologie des climats de la France métropolitaine dans laquelle la commune est toujours exposée à un climat de montagne et est dans la région climatique Pyrénées atlantiques, caractérisée par une pluviométrie élevée (>1 200 mm/an) en toutes saisons, des hivers très doux (7,5 °C en plaine) et des vents faibles.
Pour la période 1971-2000, la température annuelle moyenne est de 12,8 °C, avec une amplitude thermique annuelle de 13,4 °C. Le cumul annuel moyen de précipitations est de 1 392 mm, avec 11,7 jours de précipitations en janvier et 9,8 jours en juillet. Pour la période 1991-2020, la température moyenne annuelle observée sur la station météorologique la plus proche, située sur la commune de Licq-Athérey à 13 km à vol d'oiseau, est de 13,1 °C et le cumul annuel moyen de précipitations est de 1 528,1 mm,. Pour l'avenir, les paramètres climatiques de la commune estimés pour 2050 selon différents scénarios d’émission de gaz à effet de serre sont consultables sur un site dédié publié par Météo-France en novembre 2022.

## Urbanisme

### Typologie
Au 1er janvier 2024, Arette est catégorisée commune rurale à habitat dispersé, selon la nouvelle grille communale de densité à sept niveaux définie par l'Insee en 2022.
Elle est située hors unité urbaine. Par ailleurs la commune fait partie de l'aire d'attraction d'Oloron-Sainte-Marie, dont elle est une commune de la couronne,. Cette aire, qui regroupe 44 communes, est catégorisée dans les aires de moins de 50 000 habitants,.

### Occupation des sols

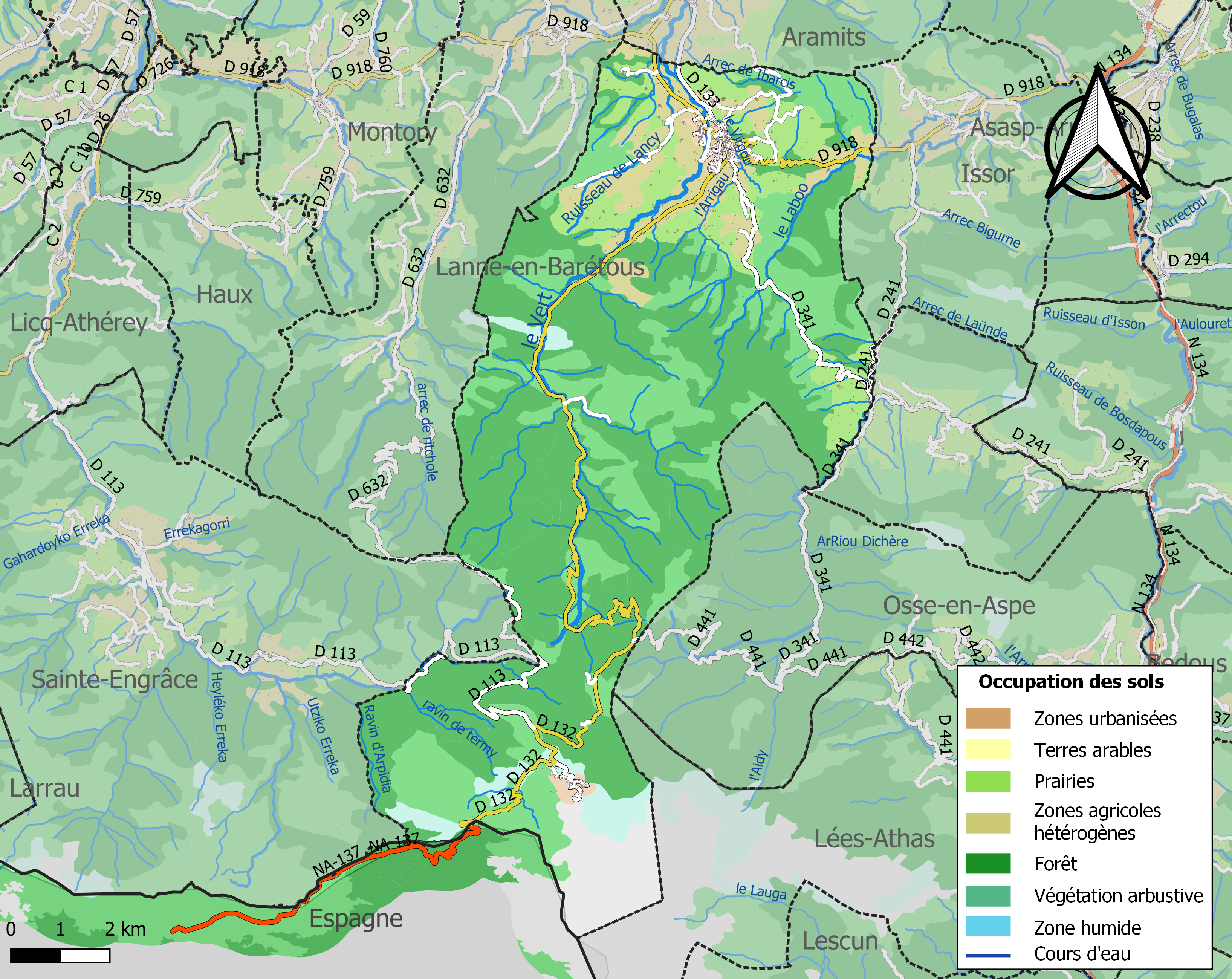
Carte des infrastructures et de l'occupation des sols de la commune en 2018 (CLC).

L'occupation des sols de la commune, telle qu'elle ressort de la base de données européenne d’occupation biophysique des sols Corine Land Cover (CLC), est marquée par l'importance des forêts et milieux semi-naturels (81,7 % en 2018), une proportion sensiblement équivalente à celle de 1990 (82,3 %). La répartition détaillée en 2018 est la suivante : 
forêts (49,5 %), milieux à végétation arbustive et/ou herbacée (25 %), prairies (9,6 %), zones agricoles hétérogènes (7,5 %), espaces ouverts, sans ou avec peu de végétation (7,2 %), zones urbanisées (1,2 %). L'évolution de l’occupation des sols de la commune et de ses infrastructures peut être observée sur les différentes représentations cartographiques du territoire : la carte de Cassini (XVIIIe siècle), la carte d'état-major (1820-1866) et les cartes ou photos aériennes de l'IGN pour la période actuelle (1950 à aujourd'hui).

### Lieux-dits et hameaux
- Abat d’Ibarry[6]
- Adam[6]
- Gouffre d’Ahuzthéguia[6]
- Ambielle[6]
- Ambile[6]
- Cabane d’Ance[6]
- Apons[6]
- Pont de l’Araille[6]
- Gouffre de l’Arbre Sec[6]
- Pas d’Arlas[6],[8]
- L’Arre de Bas[6]
- Arrègle[6],[8]
- Arritsens[6]
- Aspit[6]
- Aurasse[6]
- Pont d’Aurèye[6],[8]
- Cabane d’Auriste[6]
- Ayesten[6]
- Barbé[6]
- Le Pas des Basques[6]
- Bayrès[6],[8]
- Bécari[6]
- Bélatch Paoussaguia[6]
- Bellegarde[6]
- Bellocq[6]
- Bernardicou[6]
- Bersacalongue[6]
- Ancien Moulin de Bignau[6]
- Col de Bissouritto (995 mètres)[6],[8]
- Bitailloué[6]
- Bonnehe[6]
- Bonneu[6]
- Bordehore[6]
- Col de Boticotch[6]
- Bois de Bouchet[6],[8]
- Bourdès[6]
- Bourdet[6]
- Les Bourrugues[6]
- Burs[6]
- Coume de Cagastié[6]
- Cam dét Ragutio[6]
- Camgros[6]
- Camou[6]
- Candau[6]
- Capdelabat[6]
- Capdeville[6]
- Pas de Caque[6]
- Casabonne[6]
- Casamayou[6]
- Casaurang[6]
- Casaux[6]
- La Casette[6]
- Cassiau[6]
- Castagne[6] (deux lieux-dits)
- Cataplous[6]
- Cerciat[6]
- Château-Forez[6]
- Pédaing de Chousse[6],[8]
- Plateau de la Chousse[6],[8]
- Col de Cissaugue ou Nécore[6],[8]
- Pont de Cissaugue[6]
- Costemale[8]
- Costes[6]
- Coudure[6]
- Couillarsut[6]
- Cabane du Coup[6]
- Couretcoup[6]
- Courétot[6]
- Les Courréges[8]
- Cousturé[6]
- Coutchet de Lacq[6]
- Coutchet dets Crapes[6]
- L’Arre de Soum Couy[6]
- La Croix du Berger[6]
- Croix des Contrebandiers[6]
- Davancens[6]
- Domecq[6]
- Fontaine Dorbe[6]
- Source de l’Ermite[6]
- Cabane d’Escuret de Bas[6]
- Cabanes d’Escuret[6]
- Esperabens[6]
- Pas des Estes[6]
- Estournès[6]
- Estratte[6],[8]
- Cabane de Féas[6]
- Pont du Fort[6]
- Frinchaboy[6]
- Gabarrat[6]
- Col de Garbas[6],[8]
- Gesta[6]
- Goaillardeu[6]
- Guilhers (cabanes et fontaine)[6],[8]
- Guren[6]
- Cap de Gurré (ruines)[6]
- Handu[6]
- Source d’Harrigagna[6]
- Hondagneu[6]
- Grange Hondagneu[6]
- Houillis[6]
- Houndane (source)[6]
- Pont du Hourat[6]
- Houratate[6]
- Hourcate[6]
- Hournères[6],[8]
- Hum[6]
- Borde de Hum[6]
- Ibarry[6]-Coigt de Hecore
- Granges d’Irasts
- Coume d’Issaux[6]
- Cabane d’Issort[6]
- Jantet[6]
- Labarthe[6]
- Labatrère[6]
- Cabanes de Labays[6]
- Col de Labays[6] (1 351 mètres)
- Laborde[6]
- Laclouque[6]
- Lacoume[6]
- Laculère[6]
- Lagarde[6]
- Lagaretche[6],[8]
- Lagrave[6]
- Lahore[6]
- Pas de Lamayou[6]
- Lancy[6]
- Lapeyre[6]
- Coume de Larrayet[6]
- Larricq[6]
- Croix de Larricq[6]
- Le pont Larron[8]
- Camp de Larruga[6]
- Lassalle[6]
- Bois de Lèche[6],[8]
- Lèchéko Zingla[6]
- Légorre d’Ibarry[6],[8]
- Lembeyou[6]
- Gouffre Lépineux[6]
- Mail de Lerre[6]
- Létone
- Pas de la Leugue[6]
- Libarde[6]
- Col de Lie (601 mètres)[6]
- Lilles[6]
- Longis[6]
- Lourdios d'Arette
- La Lousère[6]
- Lucq[6]
- Col de Mahourat[6]
- Le Mail blanc[6]
- Les Malices[6]
- Cayolar de Mantchola ou Cabane d’Etchébar[6],[8]
- Pas de Massaré[6]
- Massaugues[6]
- Coume Mayou[6]
- Maysou[6]
- Mesplou[6]
- Bois de Métouret[6]
- Mirassou[6]
- Mirassou Bas[6]
- Mirassou Haut[6]
- Moulia[6]
- La Mouline[6]
- Moura[6]
- Nario[6]
- Nouqué[6]
- Noutary[6]
- Noye[6]
- Oron[6]
- Cabane d’Oumarre[6]
- Bois de l’Oumbre-del-Hourcq[6]
- Gouffre de l’Ours[6]
- Pagnon[6]
- Pédaing[6]
- Pélou[6]
- Les Pernes[6]
- Cabane de la Pernotte (ruines)[6],[8]
- Pescamou[6],[8]
- Borde des Peyres[6]
- Peyret[6]
- Arette La Pierre Saint-Martin[6]
- Col de la Pierre Saint-Martin[6]
- L’Arre Planère[6]
- Pouey[6]
- Poursuca[6]
- Le Pourtet[6],[8]
- Prat[6]
- Granges de Prat[6]
- La Puyade[6]
- Rachet[6]
- Roucam[6]
- Pène Rouye[6]
- Sainte-Gracie[6]
- Saint-Marty[6]
- Salanove[6]
- Salet[6]
- Salies[6]
- Sarrelangue[6]
- Saudiat[6]
- Plateau de Séguitte[6]
- Pas de Single[6]
- Bois de Soudet[6]
- Cabanes de Soudet[6]
- Soulaing[8]
- Soubies[6]
- Soubirou[6]
- Soulé[6]
- Borde de Soulé[6]
- Sous Pène[6]
- Superville[6]
- Col de Suscousse[8] ou Garatéko L’époua[6]
- Talou[6]
- Talou d’Arnaune[6]
- Talou de Bouc[6]
- Tamarpouey[6],[8]
- Tapie[6]
- Col de Taules[6]
- Braca de Termy[6],[8]
- Le Terrail[6]
- Gouffre La Tête Sauvage[6]
- Tourette[6]
- Tourumy (source captée)[6]
- Col de Tremeil[6],[8]
- Camp d’Urdette[6]
- Zélukobortha (gouffre)[6]

### Voies de communication et transports
Au sud de la commune, la frontière espagnole et la vallée de Roncal (en particulier la commune d'Isaba) permettent des échanges internationaux de plus en plus importants[réf. nécessaire].
Le col de Labays, à l'altitude de 1 351 mètres, relie Arette à Bedous.
Le col du Soudet, à l'altitude de 1 540 mètres, relie la vallée de Barétous et la vallée de Soule, les communes de Arette et Tardets-Sorholus, les provinces du Béarn et du Pays basque, sur la D132 qui mène à la station de ski de La Pierre Saint-Martin, ainsi qu'au col de la Pierre Saint-Martin distant de trois kilomètres et se trouvant sur la frontière.
Le col de la Pierre Saint-Martin, à l'altitude de 1 760 mètres, situé sur la frontière franco-espagnole, entre le département des Pyrénées-Atlantiques au nord côté français et la communauté forale de Navarre au sud côté espagnol, relie Arette à Isaba-Izaba.
Arette est desservie par la ligne 848 du réseau interurbain des Pyrénées-Atlantiques, qui mène d'Arette à Oloron-Sainte-Marie.
La commune est traversée par la route départementale 618.

### Risques majeurs
Le territoire de la commune d'Arette est vulnérable à différents aléas naturels : météorologiques (tempête, orage, neige, grand froid, canicule ou sécheresse), inondations, feux de forêts, mouvements de terrains, avalanche  et séisme (sismicité moyenne). Il est également exposé à un risque particulier : le risque de radon. Un site publié par le BRGM permet d'évaluer simplement et rapidement les risques d'un bien localisé soit par son adresse soit par le numéro de sa parcelle.

#### Risques naturels
Certaines parties du territoire communal sont susceptibles d’être affectées par le risque d’inondation par une crue torrentielle ou à montée rapide de cours d'eau, notamment le gave de Lourdios, le Vert et le gave de Sainte-Engrâce. La commune a été reconnue en état de catastrophe naturelle au titre des dommages causés par les inondations et coulées de boue survenues en 1982, 1992, 2008, 2009 et 2011,.
Arette est exposée au risque de feu de forêt. En 2020, le premier plan de protection des forêts contre les incendies (PDPFCI) a été adopté pour la période 2020-2030. La réglementation des usages du feu à l’air libre et les obligations légales de débroussaillement dans le département des Pyrénées-Atlantiques font l'objet d'une consultation de public ouverte du 16 septembre au 7 octobre 2022,.
Les mouvements de terrains susceptibles de se produire sur la commune sont des mouvements de sols liés à la présence d'argile et des affaissements et effondrements liés aux cavités souterraines (hors mines). Afin de mieux appréhender le risque d’affaissement de terrain, un inventaire national permet de localiser les éventuelles cavités souterraines sur la commune.

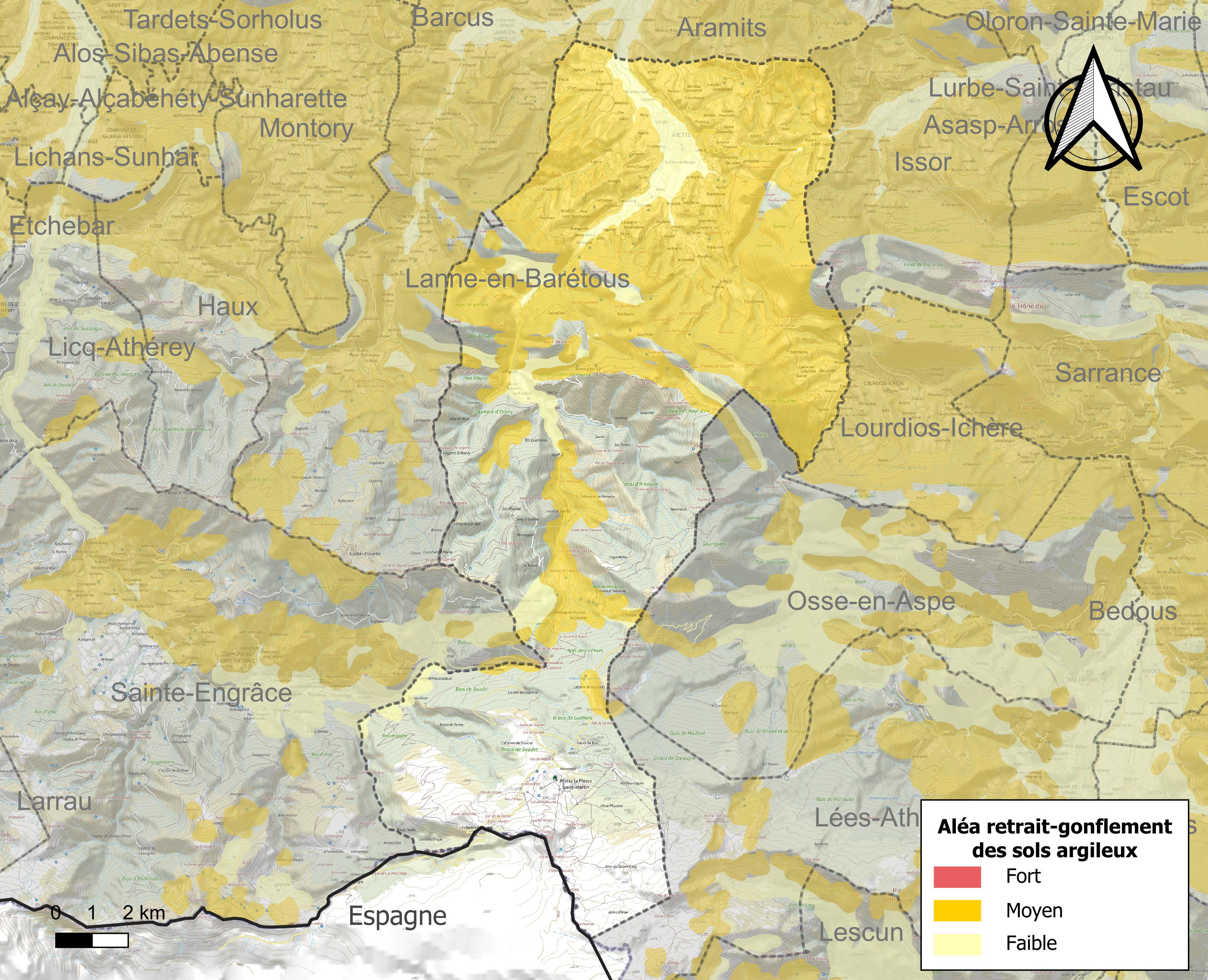
Carte des zones d'aléa retrait-gonflement des sols argileux d'Arette.

Le retrait-gonflement des sols argileux est susceptible d'engendrer des dommages importants aux bâtiments en cas d’alternance de périodes de sécheresse et de pluie. 47,6 % de la superficie communale est en aléa moyen ou fort (59 % au niveau départemental et 48,5 % au niveau national). Depuis le 1er octobre 2020, en application de la loi ELAN, différentes contraintes s'imposent aux vendeurs, maîtres d'ouvrages ou constructeurs de biens situés dans une zone classée en aléa moyen ou fort,.
La commune est exposée aux risques d'avalanche. Les habitants exposés à ce risque doivent se renseigner, en mairie, de l’existence d’un plan de prévention des risques avalanches (PPRA). Le cas échéant, identifier les mesures applicables à l'habitation, identifier, au sein de l'habitation, la pièce avec la façade la moins exposée à l’aléa pouvant faire office, au besoin, de zone de confinement et équiper cette pièce avec un kit de situation d’urgence,.

#### Risque particulier
Dans plusieurs parties du territoire national, le radon, accumulé dans certains logements ou autres locaux, peut constituer une source significative d’exposition de la population aux rayonnements ionisants. Selon la classification de 2018, la commune d'Arette est classée en zone 2, à savoir zone à potentiel radon faible mais sur lesquelles des facteurs géologiques particuliers peuvent faciliter le transfert du radon vers les bâtiments.

## Toponymie
Le toponyme Arette apparaît sous les formes 
Areta (1186, titres de Barcelone), 
Rete (1383, contrat de Luntz), 
Arete (1385, censier de Béarn), 
Erete (1440, titres de la vallée de Barétous), 
Aretha et Eretha (1444, règlements de la Cour Majour de Béarn), 
Hereta (1538, réformation de Béarn), 
Arette (1674, insinuations du diocèse d'Oloron), 
Arrette sur la carte de Cassini (fin XVIIIe siècle)  et 
Arete (1801, Bulletin des lois).
Le toponyme vient du basque ar- (= pierre) et du suffixe locatif collectif -eta, ce qui signifie lieu pierreux.
Son nom béarnais est Areta ou Aréte.
Arrègle désignait une ferme et un moulin, construits sur le Vert d’Arette. On retrouve ce toponyme sous les graphies 
le molii d’Arregle (1385, censier de Béarn), 
Aregle en Baretous (1433, notaires d'Oloron), 
Aregla (1538, réformation de Béarn) et 
Réglé (1863, dictionnaire topographique Béarn-Pays basque).
L'Arrigau est un hydronyme désignant un ruisseau qui prend sa source sur Arette et conflue avec le Vert à Aramits. Il est cité en 1538 (lo ariu aperat la Rigau, réformation de Béarn) et en 1863 (l’Arrigas, dictionnaire topographique Béarn-Pays basque) sous des graphies différentes.
Arlas est une montagne située à la frontière avec l’Espagne, mentionnée en 1538 (réformation de Béarn).
L’hydronyme Aurèye est cité sans accentuation (Aureye) dans le dictionnaire topographique Béarn-Pays basque (1863).
Bayrès est une ferme de la commune, citée dès 1538 (réformation de Béarn), ainsi qu’en 1863 (dictionnaire topographique Béarn-Pays basque), sous la graphie Bayres.
Au XIXe siècle, le col de Bissouritto se nommait col de Bissourritte (dictionnaire topographique Béarn-Pays basque de 1863).
Le Bois de Bouchet apparaît sous la forme Bouchette dans le dictionnaire topographique Béarn-Pays basque en 1863. Le toponyme désignait déjà un bois.
La Chousse est un hydronyme indiqué par Paul Raymond en 1863, désignant un affluent du Vert, qui prend sa source et conflue sur Arette.
Costemale et Les Courréges sont deux montagnes indiquées par Paul Raymond en 1863, sur le territoire d’Arette.
Estratte est une ferme dont la graphie apparaît sous les formes
Estrate (1385, censier de Béarn et 1863, dictionnaire topographique Béarn-Pays basque) et 
Estrata (1538, réformation de Béarn).
Le col de Garbas, séparant les communes d’Arette et de Lanne, est indiqué par le dictionnaire de 1863.
Le toponyme Guilhers apparaît sous la forme le Pas de Guilhers dans ce même dictionnaire, et désignait un bois entre Arette et Lées-Athas.
Hournères est un hydronyme cité sous la forme Le Hourner en 1863, désignant un ruisseau qui arrose Arette et se jette dans la Chousse.
Lagaretche apparaît sous la graphie Lagarretche en 1863, et désigne un bois de la commune.
Le pont Larron, mentionné par le dictionnaire topographique de 1863, tire son nom du Vert d’Arette, appelé également autrefois Larron.
La montagne et le bois Lèche sont mentionnés en 1589 (réformation de Béarn) sous la graphie La singla de Lexe.
Le toponyme Légorre d’Ibarry désigne une montagne, indiquée par le dictionnaire topographique Béarn-Pays basque sous la forme Legorre.
Mantchola, cité sous la graphie Manchola en 1863, est un hydronyme désignant un ruisseau qui délimite les communes d’Arette et de Sainte-Engrâce, avant de se jeter dans l’Uhaïtxa.
Le Nécore, affluent du Vert signalé par Paul Raymond en 1863, prend sa source au col éponyme.
La Pernotte est hydronyme désignant un tributaire de la Chousse.
Perscamou désigne à la fois une montagne et un col, situé sur la frontière avec l’Espagne.
Le toponyme La Pierre Saint-Martin apparaît sous la forme La peyre de Sent-Martin, frontière de Navarre en 1589 (réformation de Béarn).
Le Pourtet (ou Pourtet en 1863) est un mont, sur la frontière, qui s’étend sur les communes d’Arette et de Lées-Athas.
Le col de Soès est mentionné par le dictionnaire de 1863.
Soulaing est une montagne des communes d’Arette et d’Osse-en-Aspe. Le ruisseau de Soulaing, tributaire du Lourdios,  s’écoule sur Osse-en-en Aspe.
Le Soulayets est cité sous la graphie Soulayet en 1863.
Le col de Suscousse et le bois du même nom s’étendaient en 1863 sur les communes de Lanne et de Sainte-Engrâce.
Tamarpouey est une ferme d’Arette, déjà mentionnée en 1385 (censier de Béarn).
Paul Raymond indique en 1863 que le Termy est un ruisseau qui prend sa source sur Arette et qui se jette dans l’Uhaïtxa à Sainte-Engrâce.
Trémeil désigne une montagne d’Arette et de Lanne, mentionnée sous les formes 
Torrumie en 1703 (règlement d’Arette) et 
Tremeilh en 1863.

## Histoire
En 1385, Arette comptait 87 feux et dépendait du bailliage d'Oloron.
Le 13 août 1967, le village d'Arette est détruit à 80 % par un séisme d'une magnitude de 5.5 qui tue une personne. L'horloge du clocher de l'église (détruite) indique l'heure exacte du sinistre : 23 h 15. Les ondes sismiques se ressentent à Pau, à Tarbes et à Bayonne. C'est le séisme le plus violent en France métropolitaine depuis celui de Lambesc en 1909. Le journaliste Yves Mourousi y fait ses premières armes de journaliste.

## Politique et administration

### Liste des maires
| Période | Période  | Identité                  | Étiquette | Qualité                        |
| ------- | -------- | ------------------------- | --------- | ------------------------------ |
| 1793    | 1800     | Ignace Camou              |           |                                |
| 1800    | 1807     | Jean Lassalle             |           |                                |
| 1808    | 1813     | Pierre Hum                |           |                                |
| 1813    | 1831     | Jean-Pierre Salet         |           |                                |
| 1831    | 1835     | Jean Carrère              |           |                                |
| 1835    | 1837     | Pierre Camgros            |           |                                |
| 1837    | 1843     | Étienne Superville        |           |                                |
| 1843    | 1848     | Jean-François Sérée       |           |                                |
| 1848    | 1853     | Pierre-Joseph Castéran    |           |                                |
| 1853    | 1856     | Jean-François Sérée       |           |                                |
| 1857    | 1861     | Philippe Salies           |           |                                |
| 1861    | 1872     | Charles-Henri Fischer     |           |                                |
| 1872    | 1877     | Jean Bergé                |           |                                |
| 1877    | 1884     | Charles-Henri Fischer     |           |                                |
| 1884    | 1890     | Emmanuel Salet            |           |                                |
| 1890    | 1892     | François Dabancens        |           |                                |
| 1892    | 1894     | Charles-Henri Fischer     |           |                                |
| 1894    | 1906     | Jean-Baptiste Labourdette |           |                                |
| 1906    | 1907     | Vincent Lagrave           |           |                                |
| 1907    | 1916     | Bernard Trébucq           |           |                                |
| 1919    | 1942     | Pierre Casabonne          | RG        | Conseiller d'arrondissement    |
| 1942    | 1952     | Michel Lagrave            |           |                                |
| 1952    | 1989     | Jean-Marie Lonne-Peyret   |           |                                |
| 1989    | 2001     | Joseph Arrègle            |           |                                |
| 2001    | En cours | Pierre Casabonne          | DVD       | Conseiller général (2004-2011) |

### Intercommunalité
Arette fait partie de 6 structures intercommunales :
- la communauté de communes du Haut Béarn ;
- le SIVU La Verna ;
- le syndicat d'énergie des Pyrénées-Atlantiques ;
- le syndicat mixte de la Pierre Saint-Martin ;
- le syndicat mixte des gaves d'Oloron-Aspe-Ossau et de leurs affluents ;
- le syndicat mixte du Haut-Béarn.

Arette est le siège du syndicat mixte de la Pierre Saint-Martin.

### Jumelage et coopération
Au 16 février 2012, Arette est jumelée avec :
- Isaba-Izaba (Espagne) depuis 1977.

Arette coopère avec Roncal-Erronkari (Espagne), depuis 1991, dans le cadre d’un projet de développement rural et agricole.

## Population et société

### Démographie
Le nom des habitants est Arettois,.

#### Évolution démographique
L'évolution du nombre d'habitants est connue à travers les recensements de la population effectués dans la commune depuis 1793. Pour les communes de moins de 10 000 habitants, une enquête de recensement portant sur toute la population est réalisée tous les cinq ans, les populations de référence des années intermédiaires étant quant à elles estimées par interpolation ou extrapolation. Pour la commune, le premier recensement exhaustif entrant dans le cadre du nouveau dispositif a été réalisé en 2008.

En 2022, la commune comptait 1 052 habitants, en évolution de +1,15 % par rapport à 2016 (Pyrénées-Atlantiques : +3,78 %, France hors Mayotte : +2,11 %).
| 1793  | 1800  | 1806  | 1821  | 1831  | 1836  | 1841  | 1846  | 1851  |
| ----- | ----- | ----- | ----- | ----- | ----- | ----- | ----- | ----- |
| 1 762 | 1 561 | 1 826 | 2 014 | 2 139 | 2 176 | 2 245 | 2 245 | 2 218 |

| 1856  | 1861  | 1866  | 1872  | 1876  | 1881  | 1886  | 1891  | 1896  |
| ----- | ----- | ----- | ----- | ----- | ----- | ----- | ----- | ----- |
| 2 069 | 2 113 | 2 078 | 2 065 | 1 982 | 1 990 | 2 050 | 1 905 | 1 851 |

| 1901  | 1906  | 1911  | 1921  | 1926  | 1931  | 1936  | 1946  | 1954  |
| ----- | ----- | ----- | ----- | ----- | ----- | ----- | ----- | ----- |
| 1 743 | 1 734 | 1 761 | 1 444 | 1 452 | 1 404 | 1 377 | 1 309 | 1 171 |

| 1962  | 1968  | 1975  | 1982  | 1990  | 1999  | 2006  | 2008  | 2013  |
| ----- | ----- | ----- | ----- | ----- | ----- | ----- | ----- | ----- |
| 1 189 | 1 055 | 1 166 | 1 117 | 1 137 | 1 094 | 1 092 | 1 091 | 1 045 |

| 2018  | 2022  | - | - | - | - | - | - | - |
| ----- | ----- | - | - | - | - | - | - | - |
| 1 074 | 1 052 | - | - | - | - | - | - | - |

#### Pyramide des âges
En 2018, le taux de personnes d'un âge inférieur à 30 ans s'élève à 27,3 %, soit en dessous de la moyenne départementale (30,9 %). À l'inverse, le taux de personnes d'âge supérieur à 60 ans est de 34,6 % la même année, alors qu'il est de 30,5 % au niveau départemental.
En 2018, la commune comptait 539 hommes pour 535 femmes, soit un taux de 50,19 % d'hommes, largement supérieur au taux départemental (47,92 %).
Les pyramides des âges de la commune et du département s'établissent comme suit.
| Hommes | Classe d’âge | Femmes |
| ------ | ------------ | ------ |
| 0,7    | 90 ou +      | 3,0    |
| 11,5   | 75-89 ans    | 12,3   |
| 20,6   | 60-74 ans    | 20,9   |
| 26,3   | 45-59 ans    | 22,2   |
| 13,5   | 30-44 ans    | 14,2   |
| 13,5   | 15-29 ans    | 11,8   |
| 13,7   | 0-14 ans     | 15,5   |

| Hommes | Classe d’âge | Femmes |
| ------ | ------------ | ------ |
| 1      | 90 ou +      | 2,6    |
| 8,7    | 75-89 ans    | 11,8   |
| 18,9   | 60-74 ans    | 19,8   |
| 21     | 45-59 ans    | 20,3   |
| 17,9   | 30-44 ans    | 17,3   |
| 16,2   | 15-29 ans    | 14     |
| 16,3   | 0-14 ans     | 14,2   |

### Enseignement
Arette dispose d'un collège public, le collège d'Arette Barétous, ainsi que d'une école primaire.

### Sports
Le club de pelote basque s'entraîne sur le fronton du village.

## Économie
L'économie de la commune est essentiellement orientée vers l'agriculture et l'élevage (bovins et ovins), ainsi que l'exploitation forestière. La commune fait partie de la zone d'appellation de l'ossau-iraty.

## Culture locale et patrimoine

### Lieux et monuments

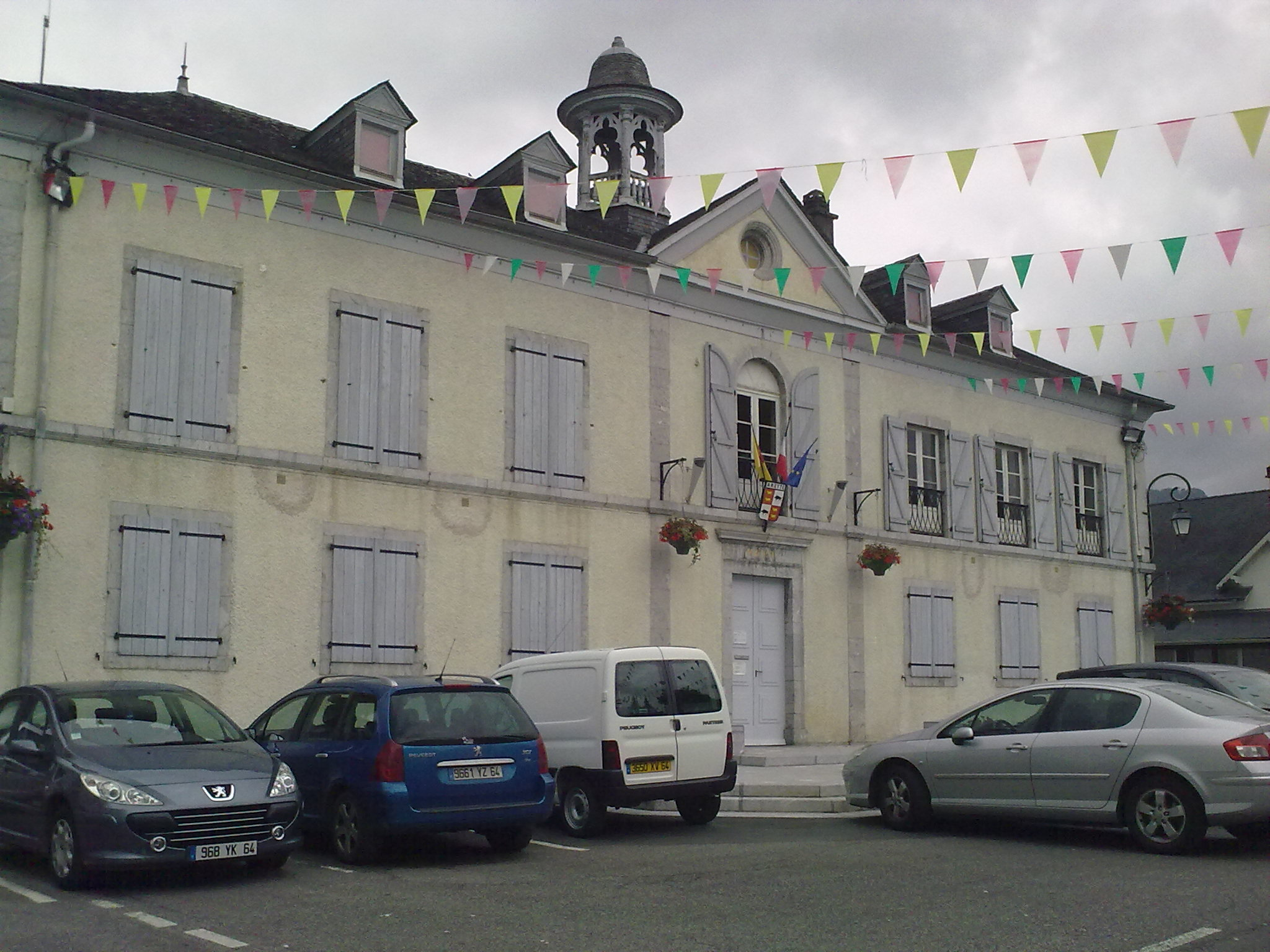
La mairie.

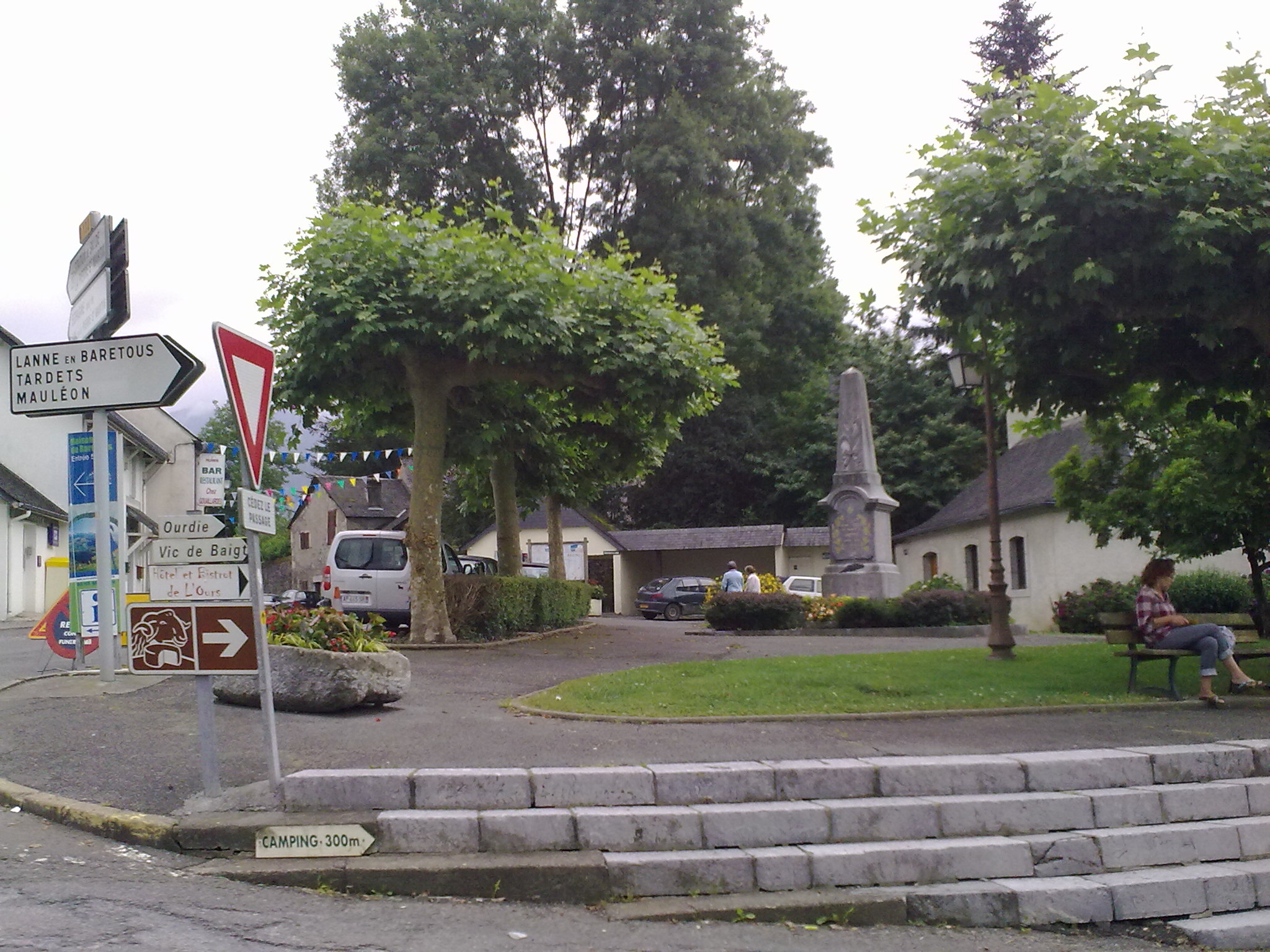
Le monument aux morts.

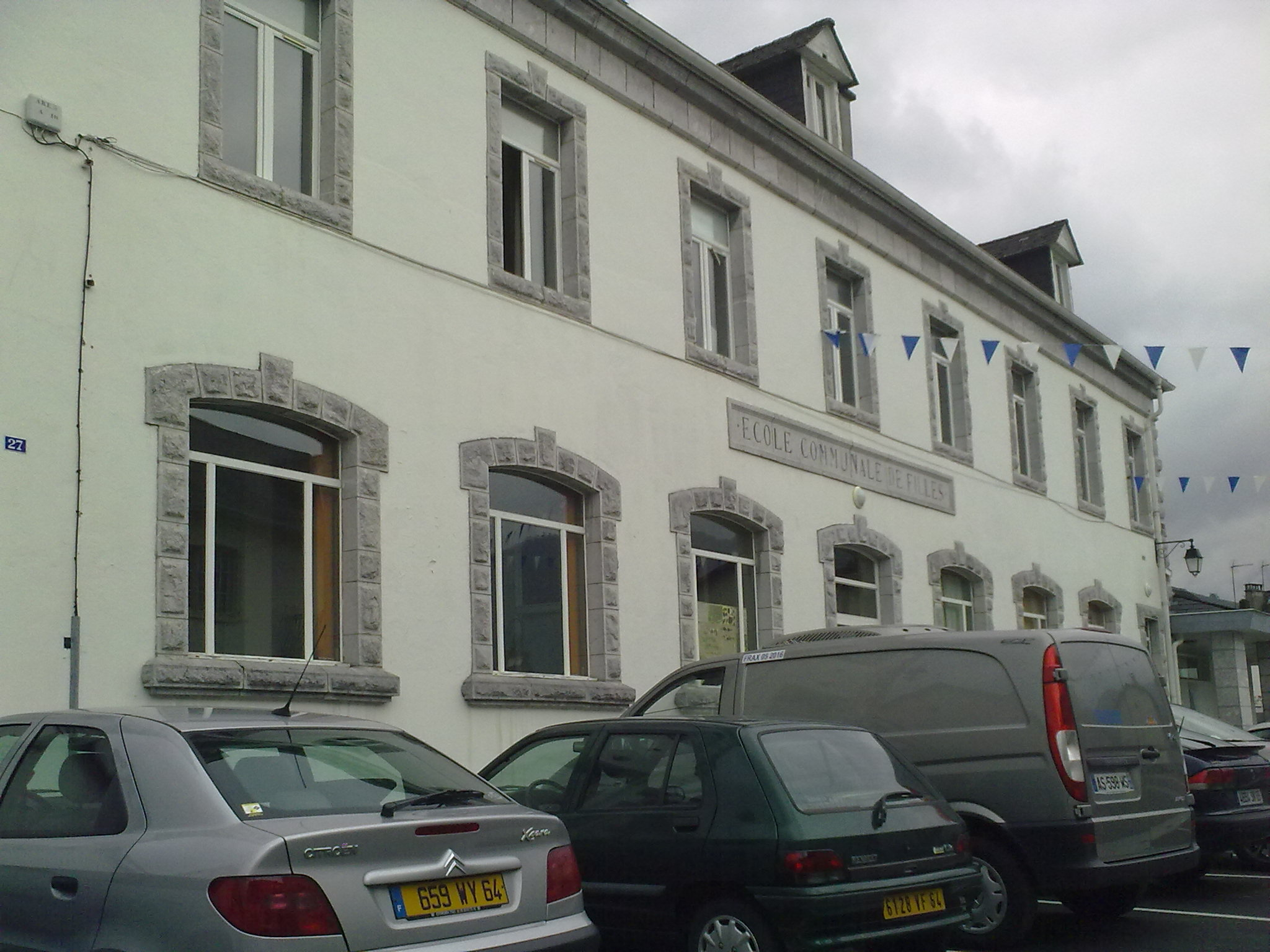
L'école primaire.

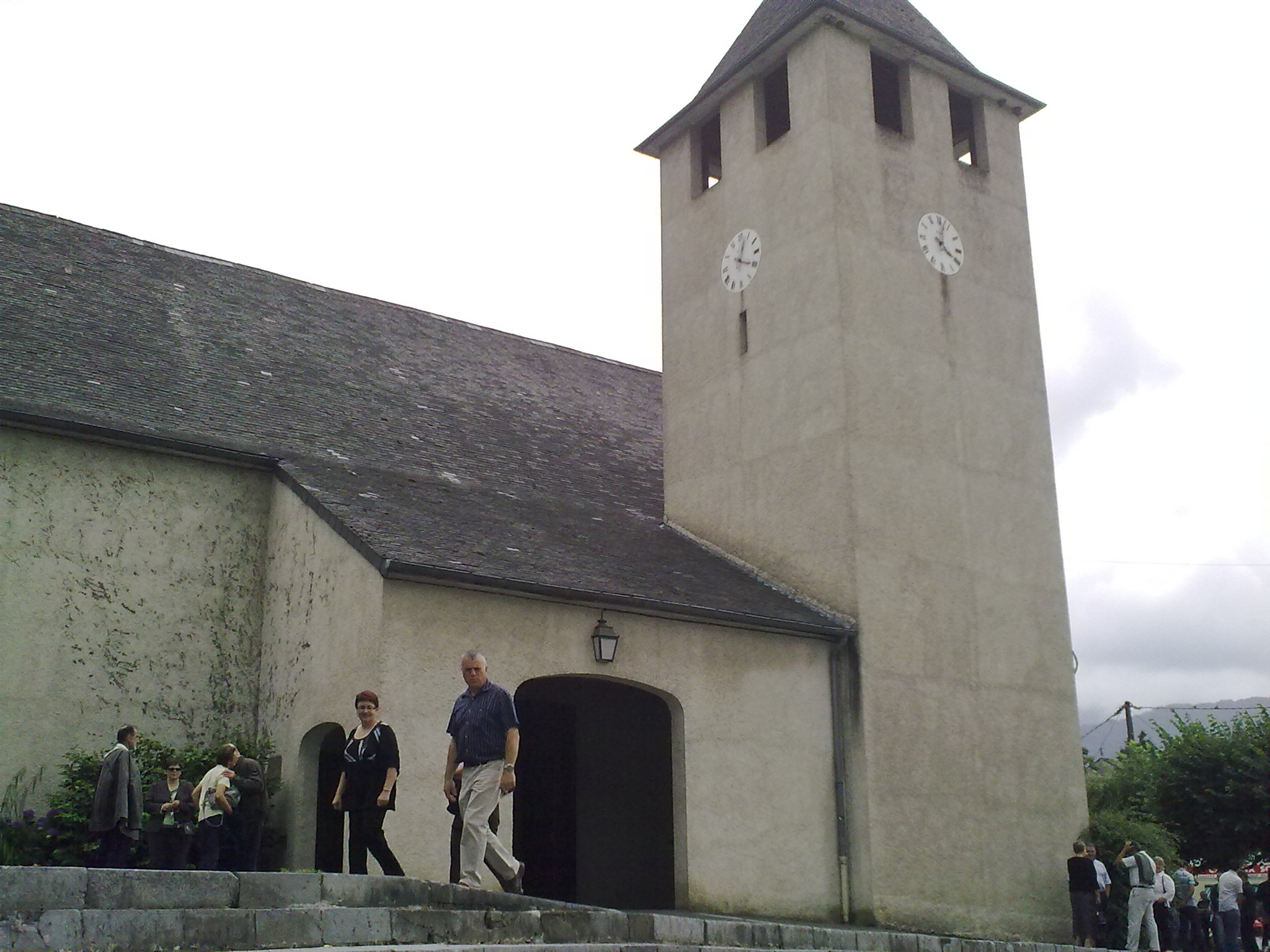
L'église d'Arette.

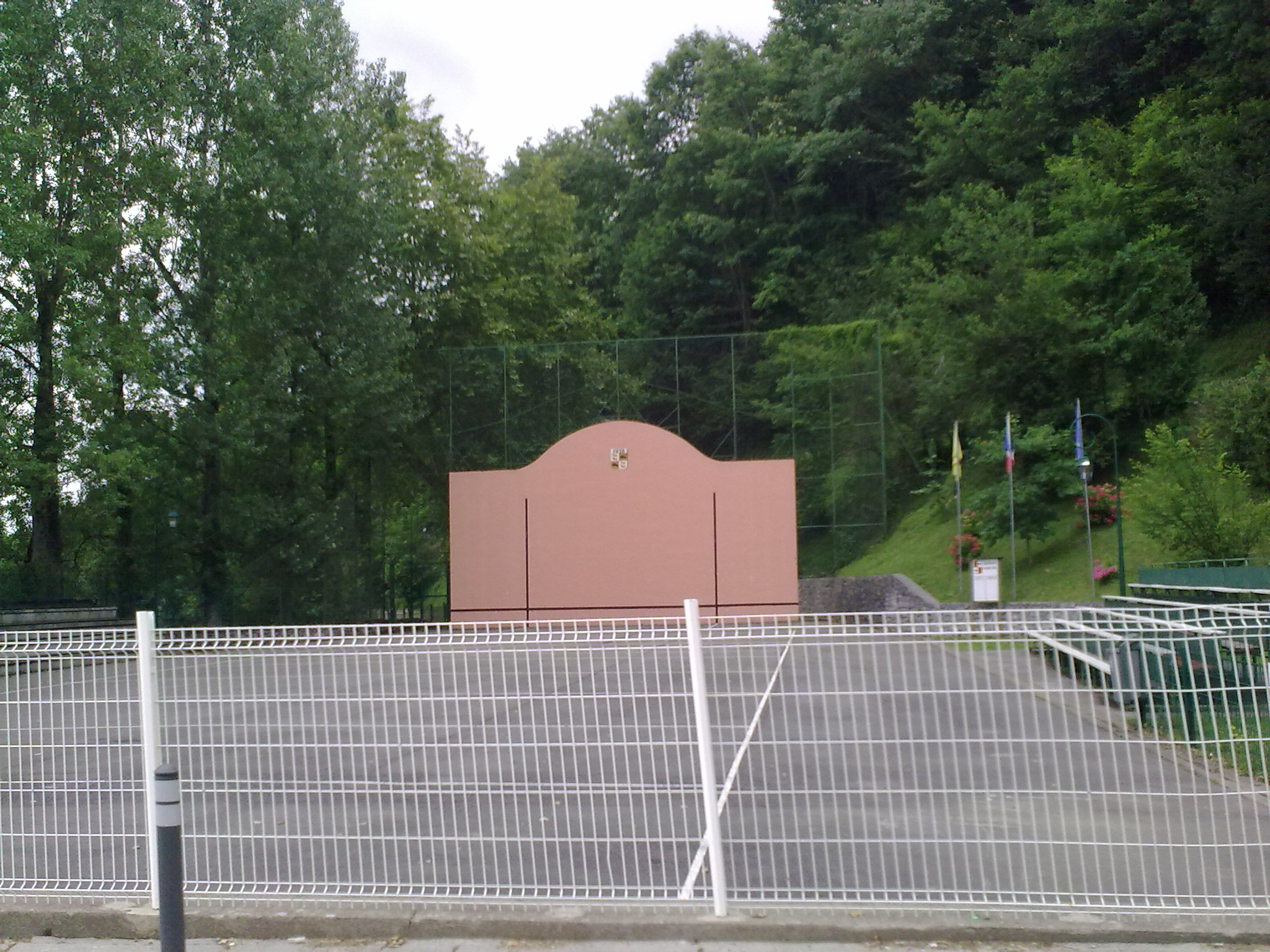
Le fronton.

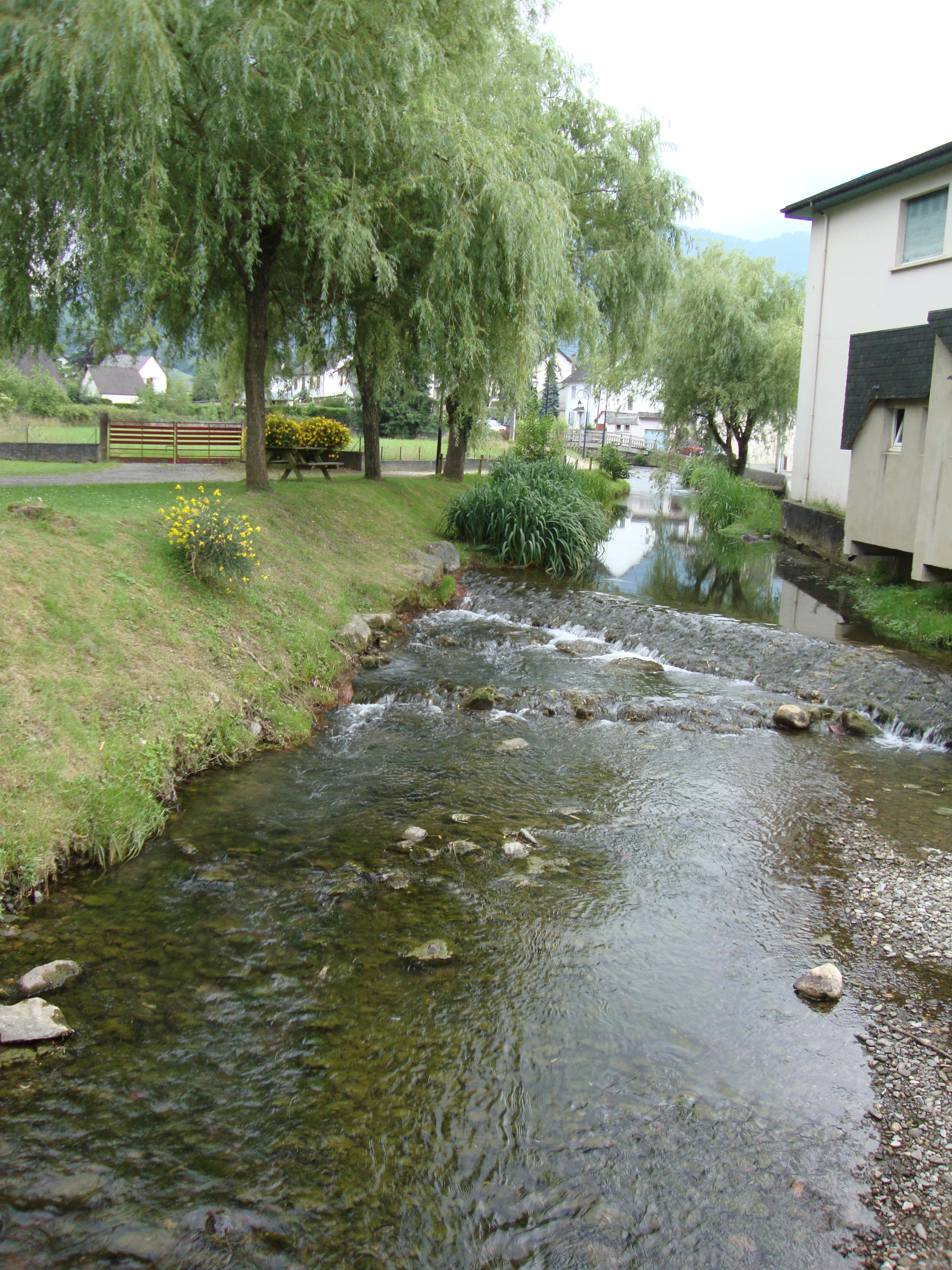
Le Virgou.

#### Patrimoine civil
Le musée la Maison du Barétous est installé sur la commune. Il présente des collections permanentes relatives au pastoralisme et à la junte de Roncal.

#### Patrimoine religieux
L'ancienne abbaye laïque du XVIIe siècle, inscrite à l'inventaire supplémentaire des monuments historiques le 28 octobre 1968.
L'église Saint-Pierre d'Arette recèle du mobilier (lustre, autel, retable) et une statue (Vierge à l'enfant) classés par les monuments historiques au titre des objets.

### Patrimoine environnemental
La Soum de Liorry s’élève à 1 012 mètres, le pic de Biscarroules à 1 017 mètres et le pic de Sudou à 1 167 mètres. Le pic de Légorre culmine, quant à lui, à 1 359 mètres, la Soum de Soudet à 1 542 mètres, le pic de Guilhers à 1 597 mètres et la Soum de Lèche à 1 839 mètres.
Le pic d’Arlas pointe à 2 044 mètres, sur la frontière avec l’Espagne, et l’Arres d’Anie à 2 120 mètres.
Un arboretum est signalé à l'est de la commune.

## Événements sportifs
La commune s'est située sur le trajet de la 16e étape du Tour de France 2007 qui a eu lieu le 25 juillet. Le parcours de 218 kilomètres reliait Orthez à Gourette - col d'Aubisque.
L'arrivée de l'étape du 102e Tour de France du 14 juillet 2015 s'est déroulée à la station de La Pierre-Saint-Martin.
L'épreuve de montée impossible, organisée depuis 1984, est inscrite au championnat de France.

### Personnalités liées à la commune

#### Nées auXVIIesiècle
- Jacques Ier d'Arette de Béarn-Bonasse, baptisé vers 1600 en Béarn et mort en 1666 à Saint-Castin, est un seigneur de Bonasse et abbé laïc d'Arette.

#### Nées auXIXesiècle
- Henri Pellisson, félibre et membre de l'Escole Gastoû Febus affiliée au Félibrige (1846-1912), primé aux Jeux floraux de Toulouse en 1898 pour son poème Notre Dame de Sarrance.
- Paul Soutiras (1893-1940), commandant du 7e bataillon de chasseurs alpins, Mort pour la France lors de la bataille de France.

#### Nées auXXesiècle
- Renée Massip, né en 1907 à Arette et morte à Paris en 2002, est  une écrivaine française, lauréate du Prix Interallié en 1963.
- Pierre Aristouy, né le 18 octobre 1920 à Arette et décédé le 20 avril 1974, est un ancien joueur français de rugby à XV, qui a joué avec l'équipe de France et la Section paloise au poste de deuxième ligne ou de pilier.
- Paul Ambille, né en 1930 à Béziers et mort en 2010 à Arette, est un artiste-peintre français.
- Nelson Paillou, président du CNOSF, Comité national olympique et sportif français résidait à Arette.

### Héraldique
| Blason | Blasonnement : Écartelé : au premier et au quatrième de gueules aux deux vaches d'or, la queue pendante, passant l'une sur l'autre, accornées, colletées et clarinées d'azur, au deuxième et au troisième d'argent au sanglier de sable. |